# Maximilian Gandolph von Künburg
Maximilian Gandolph von Künburg (Graz, 30 ottobre 1622 – Salisburgo, 3 maggio 1687) è stato un cardinale austriaco.

## Biografia
Maximilian Gandolph von Künburg nacque il 30 ottobre (secondo altre fonti il 1º novembre) del 1622 a Graz, nella nobile famiglia dei baroni di Künburg. Era infatti figlio di Reinprecht di Künburg e di Helena von Schrattenbach e pertanto, per parte di madre, era nipote del famoso cardinale Wolfgang Hanibal von Schrattenbach.
Compì i propri studi a Graz, Salisburgo ed al Collegium Germanicum di Roma, venendo così avviato alla carriera ecclesiastica.
Eletto canonico della cattedrale di Eichstätt nel 1643, venne eletto a tale carica anche a Salisburgo l'anno successivo, divenendo arciprete della cattedrale nel 1647 e decano nel 1654. Solo in quell'anno prese i voti.
Eletto vescovo di Lavant l'8 dicembre 1654 e venne poi trasferito alla sede episcopale di Seckau 7 febbraio 1665. Eletto dal capitolo della cattedrale di Salisburgo quale arcivescovo il 29 settembre 1667, venne eletto ufficialmente il 6 luglio 1668 per venire poi approvato il 30 luglio di quello stesso anno, con il titolo di principe del Sacro Romano Impero. Nominato amministratore di Seckau per sei mesi dall'11 agosto 1668 restò in carica sino al 14 giugno 1669.
Creato cardinale presbitero nel concistorio del 2 settembre 1686, non si recò mai a Roma per ricevere la porpora ed il titolo cardinalizio.
Morì a Salisburgo 3 maggio 1687 e le sue spoglie vennero esposte nella cattedrale cittadina, per poi essere sepolte nella cappella di San Francesco.

## Genealogia episcopale e successione apostolica
La genealogia episcopale è:
- Cardinale Scipione Rebiba
- Cardinale Giulio Antonio Santori
- Cardinale Girolamo Bernerio, O.P.
- Arcivescovo Galeazzo Sanvitale
- Cardinale Ludovico Ludovisi
- Cardinale Marco Antonio Gozzadini
- Cardinale Ernesto Adalberto d'Harrach
- Cardinale Guidobald von Thun und Hohenstein
- Cardinale Maximilian Gandolph von Künburg

La successione apostolica è:
- Vescovo Johann Franz von Preysing-Hohenaschau (1670)
- Vescovo Wenzel Wilhelm von Hofkirchen (1670)
- Vescovo Franz Caspar von Stadion (1674)
- Vescovo Polykarp Wilhelm von Kuenburg (1674)
- Arcivescovo Johann Ernst von Thun und Hohenstein (1680)

## Stemma
| Immagine | Blasonatura                                                        |
| -------- | ------------------------------------------------------------------ |
| \| \|    | Maximilian Gandolph von Künburg Principe-arcivescovo di Salisburgo |
|          |                                                                    |